# Allhallows (Kent)
Allhallows – wieś w Anglii, w hrabstwie ceremonialnym Kent, w dystrykcie (unitary authority) Medway. Leży 25 km na północ od miasta Maidstone i 55 km na wschód od centrum Londynu. Miejscowość liczy 1649 mieszkańców.